# Stanstead-Est
Stanstead-Est är en kommun i provinsen Québec i Kanada. Den ligger i regionen Estrie, i den sydöstra delen av landet, 290 km öster om huvudstaden Ottawa.